# Hospital Central de Wuhan
L'Hospital Central de Wuhan (xinès: 武汉 市中心 医院) és un hospital terciari situat al districte de Jiang'an a Wuhan. Va ser fundat el 1880 com a clínica per l'església catòlica de Hankow. El 1893, va ser ampliat i rebatejat com a Hospital Catòlic. A l'hospital va ser on l'oftalmòleg Li Wenliang va observar un brot viral que després es va relacionar amb un brot de coronavirus a la Xina. Li va contreure el virus i va morir allí.